# Peñamellera Baja
Peñamellera Baja (Asturian: Peñamellera Baxa) là một đô thị trong cộng đồng tự trị của Công quốc Asturias, Tây Ban Nha.

## Giáo khu
- Abándames
- Alevia
- Buelles
- Cuñaba
- Merodio
- Panes
- Siejo
- Tobes